# Horithyatira
Horithyatira és un gènere de papallones nocturnes de la subfamília Thyatirinae de la família Drepanidae.

## Taxonomia
- Horithyatira decorata (Moore, 1881)
- Horithyatira diehli (Werny, 1966)
- Horithyatira javanica (Werny, 1966)
- Horithyatira ornata (Roepke, 1944)

## Espècies excloses
- Horithyatira delattini és ara Thyatira delattini Werny, 1966